# Invasión de Costa Rica de 1955
El 7 de enero de 1955 se realiza en Costa Rica un intento de invasión con la finalidad de derrocar al gobierno de José Figueres por parte de fuerzas cercanas a su enemigo Rafael Ángel Calderón Guardia. La misma se dio desde Nicaragua y contaba con el apoyo de los dictadores Anastasio Somoza, Marcos Pérez Jiménez de Venezuela y Rafael Leónidas Trujillo de República Dominicana.

## Antecedentes
La tensa situación en la década de los cuarenta entre el gobierno de Rafael Ángel Calderón Guardia y sus aliados comunistas bajo el liderazgo de Manuel Mora Valverde que realizaron osadas reformas sociales y la oposición, junto con una serie de situaciones como acusaciones de corrupción, represión de los opositores, la persecución de minorías étnicas como italianos y alemanes tras la declaración de guerra al Eje por parte del gobierno de Calderón y las mutuas denuncias de fraude electoral entre oficialismo y oposición tras las elecciones presidenciales de 1948 en que Calderón buscó la reelección, provocaron el estallido de la Guerra Civil de Costa Rica. De la cual, Calderón y sus aliados salieron derrotados y la mayoría debieron exiliarse en otros países. Calderón se exilia en Nicaragua asilado por su aliado Anastacio Somoza. Algunos meses después del triunfo figuerista, Calderón y varios de sus incondicionales intentan invadir Costa Rica con apoyo de las fuerzas somocistas, pero esta invasión es repelida dándose por terminada definitivamente la guerra.
José Figueres, líder del bando ganador, asume la presidencia de facto del país por 18 meses y luego le entrega el poder a Otilio Ulate en 1949, quien se supone ganó legítimamente las elecciones del 48. En 1953 se convocan a nuevas elecciones (aunque el calderonismo y el comunismo estaban proscritos) y esta vez resulta elegido por medio de las urnas Figueres quien era presidente en 1955.

## Intervención venezolana
El 12 de enero de 1955 las fuerzas de Calderón cruzaron la frontera e iniciaron la invasión, que pasaría a la historia como la Invasión de Costa Rica de 1955. Los rebeldes calderonistas tomaron Ciudad Quesada, en el norte de Costa Rica, mientras el gobierno costarricense movilizaba a sus fuerzas policiales, a la Guardia Civil, y a grupos paramilitares de partidarios del gobierno, para enfrentarse a los invasores. 
El gobierno de Figueres Ferrer denunció que aviones militares venezolanos enviados por la dictadura de Pérez Jiménez despegaban desde Nicaragua llevando refuerzos humanos, armamentistas y de víveres a los sublevados invasores en territorio costarricense. Peor aún, denunciaron que aviones de combate venezolanos atacaron con fuego de metralla varias ciudades de Costa Rica; la ciudad de San José, capital del país, fue atacada por un avión venezolano, que habría dejado caer algunas bombas.[cita requerida]

## Hechos
Calderón Guardia, con apoyo de diversos gobiernos como el de Anastasio Somoza García, Marcos Pérez Jiménez, Rafael Leónidas Trujillo y Carlos Castillo Armas de Guatemala, pensaba que podría derrocar fácilmente al gobierno constitucional de Figueres a través de un ataque militar. Figueres había abolido el ejército en 1949 por lo que Costa Rica no tenía fuerzas armadas. Además Calderón pensaba que el pueblo se uniría a su lucha en una revuelta popular contra la "dictadura figuerista". Sin embargo, eso no sucedió. Aún sin ejército, las fuerzas de gobierno contaban con capacidad bélica para repeler una invasión y además el segundo gobierno de Figueres fue mediante un proceso electoral normal, así que era un presidente constitucional.
Según reporta el periódico La Nación el 12 de enero de 1955 los rebeldes Miguel Ruiz Herrero, Carlos Lara Hine, Carlos Tinoco Castro, Víctor Ml. Cartín y Gerardo Díaz Villalobos toman el Edificio de Resguardo en Villa Quesada. Según Figueres, aviones militares de Venezuela serían enviados desde Nicaragua para dar refuerzos humanos, armamentistas y de víveres a los sublevados.
Frank Marshall Jiménez, comandante de la brigada Unión Cívica Revolucionaria, fundada por él en 1951 ataca la zona y logra liberar Villa Quesada haciendo que las fuerzas calderonistas se replieguen y retrocedan a Nicaragua. San José es atacado por un avión que dispara fuego de metralla, según el gobierno de Costa Rica se trataba de un avión venezolano.
Las batallas continúan concentrándose en Guanacaste, especialmente en La Cruz y Puerto Soley, hasta que las fuerzas gubernamentales, comandadas por Domingo García, hacen retroceder al ejército invasor, curiosamente, hasta Santa Rosa, donde se libró la histórica batalla contra los filibusteros de William Walker. Aviones comerciales convertidos temporalmente en aviones militares (ya que el ejército y la fuerza aérea fueron abolidos 6 años antes.) además de la compra inmediata de 5 aviones Mustang-p51 atacan las bases enemigas en La Cruz y El Amo, poniendo fin así a la invasión.
Los medios de prensa y el gobierno señalan como autores intelectuales de la invasión a los hermanos Calderón Guardia (Rafael Ángel y Francisco), Luis Paulino Jiménez, Rodolfo Quirós, Rodrigo Perera, Rodrigo Musmani y el hijo de Teodoro Picado Michalski. No pudiéndose comprobar la participación de Teodoro Picado mismo.
Poco después se acusó al entonces diputado opositor Mario Echandi Jiménez de ser uno de los aliados de Calderón y de haber sido escogido como uno de los posibles ministros del futuro gobierno golpista. Acusación que Echandi negó pero que causó que fuera levantado su fuero parlamentario para ser investigado, a pesar de las protestas de la oposición. Los comunistas de Vanguardia Popular, antiguos aliados de Rafael Ángel Calderón Guardia, no apoyaron el intento de invasión y lo condenaron. Abel Pacheco de la Espriella, futuro presidente del país por el Partido Unidad Social Cristiana, participó en la misma con 20 años de edad, hecho que salió a relucir durante su presidencia.